# Administration territoriale de Lanaudière
Le palier supra-local de l'administration territoriale de Lanaudière est constituée de 6 municipalités régionales de comté.
Le palier local est constitué de 57 municipalités locales, 12 territoires non organisés et une réserve indienne (Manawan) un total de 70 territoires.

## Palier supra-local
| Nom          | Chef-lieu       | Population (2021) | Superficie terrestre (km2) | Densité (hab./km2) |
| ------------ | --------------- | ----------------- | -------------------------- | ------------------ |
| D'Autray     | Berthierville   | 44 080            | 1 249,3                    | 35,28              |
| Joliette     | Joliette        | 71 124            | 418,12                     | 170,1              |
| L'Assomption | L'Assomption    | 128 087           | 255,65                     | 501,02             |
| Les Moulins  | Terrebonne      | 171 127           | 261,13                     | 655,33             |
| Matawinie    | Rawdon          | 55 500            | 9 528,17                   | 5,82               |
| Montcalm     | Sainte-Julienne | 58 680            | 716,3                      | 81,92              |
| Région       | Région          | 528 598           | 12 313                     | 42,93              |

Il existe une Table des préfets de Lanaudière, composée des préfets de chacune des six MRC du territoire.

## Palier locale

### Municipalités locales
| Nom                          | Désignation              | Superficie (km2) | Population 2021) | MRC          | Code géographique |
| ---------------------------- | ------------------------ | ---------------- | ---------------- | ------------ | ----------------- |
| Berthierville                | ville                    | 6,89             | 4 386            | D'Autray     | 2452035           |
| Charlemagne                  | ville                    | 2,19             | 6 302            | L'Assomption | 2460005           |
| Chertsey                     | Municipalité             | 288,43           | 5 295            | Matawinie    | 2462047           |
| Crabtree                     | Municipalité             | 25,04            | 4 155            | Joliette     | 2461013           |
| Entrelacs                    | Municipalité             | 49,05            | 1 054            | Matawinie    | 2462053           |
| Joliette                     | ville                    | 22,97            | 21 384           | Joliette     | 2461025           |
| Lanoraie                     | Municipalité             | 103,08           | 5 134            | D'Autray     | 2452017           |
| L'Assomption                 | ville                    | 98,99            | 23 442           | L'Assomption | 2460028           |
| Lavaltrie                    | ville                    | 68,39            | 14 425           | D'Autray     | 2452007           |
| La Visitation-de-l'Île-Dupas | Municipalité             | 30,6             | 684              | D'Autray     | 2452050           |
| L'Épiphanie                  | ville                    | 58,17            | 8 883            | L'Assomption | 2460037           |
| Mandeville                   | Municipalité             | 322,73           | 2 363            | D'Autray     | 2452095           |
| Mascouche                    | ville                    | 107              | 51 183           | Les Moulins  | 2464015           |
| Notre-Dame-de-la-Merci       | Municipalité             | 249,92           | 1 097            | Matawinie    | 2462055           |
| Notre-Dame-de-Lourdes        | Municipalité             | 35,84            | 3 141            | Joliette     | 2461045           |
| Notre-Dame-des-Prairies      | ville                    | 18,2             | 9 471            | Joliette     | 2461030           |
| Rawdon                       | Municipalité             | 186,27           | 11 719           | Matawinie    | 2462037           |
| Repentigny                   | ville                    | 61,23            | 86 100           | L'Assomption | 2460013           |
| Saint-Alexis                 | Municipalité             | 43,02            | 1 370            | Montcalm     | 2463023           |
| Saint-Alphonse-Rodriguez     | Municipalité             | 97,78            | 3 339            | Matawinie    | 2462025           |
| Saint-Ambroise-de-Kildare    | Municipalité             | 67,72            | 4 090            | Joliette     | 2461040           |
| Saint-Barthélemy             | Municipalité de paroisse | 105,7            | 2 087            | D'Autray     | 2452055           |
| Saint-Calixte                | Municipalité             | 143,63           | 6 792            | Montcalm     | 2463055           |
| Saint-Charles-Borromée       | ville                    | 18,52            | 15 285           | Joliette     | 2461035           |
| Saint-Cléophas-de-Brandon    | Municipalité             | 15,34            | 254              | D'Autray     | 2452075           |
| Saint-Côme                   | Municipalité             | 165,18           | 2 583            | Matawinie    | 2462065           |
| Saint-Cuthbert               | Municipalité             | 132,28           | 1 821            | D'Autray     | 2452062           |
| Saint-Damien                 | Municipalité de paroisse | 255,87           | 2 393            | Matawinie    | 2462075           |
| Saint-Didace                 | Municipalité de paroisse | 100,5            | 688              | D'Autray     | 2452090           |
| Saint-Donat                  | Municipalité             | 352,33           | 4 561            | Matawinie    | 2462060           |
| Saint-Esprit                 | Municipalité             | 54,16            | 2 011            | Montcalm     | 2463030           |
| Saint-Félix-de-Valois        | Municipalité             | 89,8             | 6 975            | Matawinie    | 2462007           |
| Saint-Gabriel                | ville                    | 2,83             | 2 803            | D'Autray     | 2452080           |
| Saint-Gabriel-de-Brandon     | Municipalité             | 99,44            | 2 684            | D'Autray     | 2452085           |
| Saint-Ignace-de-Loyola       | Municipalité             | 36,16            | 2 048            | D'Autray     | 2452045           |
| Saint-Jacques                | Municipalité             | 67,26            | 4 302            | Montcalm     | 2463013           |
| Saint-Jean-de-Matha          | Municipalité             | 109,36           | 4 838            | Matawinie    | 2462015           |
| Saint-Liguori                | Municipalité             | 51,8             | 2 066            | Montcalm     | 2463065           |
| Saint-Lin–Laurentides        | ville                    | 118,36           | 24 030           | Montcalm     | 2463048           |
| Saint-Michel-des-Saints      | Municipalité             | 568              | 2 496            | Matawinie    | 2462085           |
| Saint-Norbert                | Municipalité de paroisse | 74,78            | 1 060            | D'Autray     | 2452070           |
| Saint-Paul                   | Municipalité             | 49,11            | 6 566            | Joliette     | 2461005           |
| Saint-Pierre                 | Municipalité de village  | 9,8              | 286              | Joliette     | 2461020           |
| Saint-Roch-de-l'Achigan      | Municipalité             | 80,29            | 5 453            | Montcalm     | 2463035           |
| Saint-Roch-Ouest             | Municipalité             | 20,17            | 262              | Montcalm     | 2463040           |
| Saint-Sulpice                | Municipalité de paroisse | 36,36            | 3 360            | L'Assomption | 2460020           |
| Saint-Thomas                 | Municipalité             | 94,8             | 3 496            | Joliette     | 2461027           |
| Saint-Zénon                  | Municipalité             | 492,2            | 1 317            | Matawinie    | 2462080           |
| Sainte-Béatrix               | Municipalité             | 83,85            | 2 170            | Matawinie    | 2462020           |
| Sainte-Élisabeth             | Municipalité             | 82,96            | 1 390            | D'Autray     | 2452030           |
| Sainte-Émélie-de-l'Énergie   | Municipalité             | 156,2            | 1 741            | Matawinie    | 2462070           |
| Sainte-Geneviève-de-Berthier | Municipalité             | 67,62            | 2 253            | D'Autray     | 2452040           |
| Sainte-Julienne              | Municipalité             | 99,61            | 11 173           | Montcalm     | 2463060           |
| Sainte-Marcelline-de-Kildare | Municipalité             | 36,3             | 1 795            | Matawinie    | 2462030           |
| Sainte-Marie-Salomé          | Municipalité             | 33,81            | 1 221            | Montcalm     | 2463005           |
| Sainte-Mélanie               | Municipalité             | 76,13            | 3 250            | Joliette     | 2461050           |
| Terrebonne                   | ville                    | 154,12           | 119 944          | Les Moulins  | 2464008           |
| Total                        |                          | 6 078,14         | 493 069          |              |                   |

### Territoires non organisés
| Nom                  | Superficie (km2) | Population (2019) | MRC       | Code géographique |
| -------------------- | ---------------- | ----------------- | --------- | ----------------- |
| Baie-Atibenne        | 535,62           | 0                 | Matawinie | 2462920           |
| Baie-de-la-Bouteille | 1 937,85         | 10                | Matawinie | 2462906           |
| Baie-Obaoca          | 1 280,78         | 0                 | Matawinie | 2462918           |
| Lac-Cabasta          | 5,87             | 0                 | Matawinie | 2462919           |
| Lac-des-Dix-Milles   | 226,67           | 0                 | Matawinie | 2462914           |
| Lac-Devenyns         | 101,64           | 5                 | Matawinie | 2462904           |
| Lac-du-Taureau       | 5,97             | 0                 | Matawinie | 2462922           |
| Lac-Legendre         | 705,12           | 0                 | Matawinie | 2462910           |
| Lac-Matawin          | 768,07           | 10                | Matawinie | 2462908           |
| Lac-Minaki           | 82,07            | 0                 | Matawinie | 2462902           |
| Lac-Santé            | 12,41            | 0                 | Matawinie | 2462916           |
| Saint-Guillaume-Nord | 760,04           | 102               | Matawinie | 2462912           |
| Total                | 6 422,11         | 102               |           |                   |

### Réserve indienne
| Nom     | Superficie (km2) | Population (2021) | Division de recensement-Canada | Code géographique |
| ------- | ---------------- | ----------------- | ------------------------------ | ----------------- |
| Manawan | 7,97             | 2 000             | Matawinie                      | 2462802           |